# Mati Pari
Mati Pari (* 4. September 1974 in Viljandi) ist ein estnischer Fußballspieler.
Seine Stationen waren beim FC Flora Tallinn, FC Levadia Tallinn und FC Flora Rakvere. Des Weiteren wurde er 22-mal in die Nationalmannschaft Estland berufen, wobei ihm ein Treffer in einem Freundschaftsspiel gegen Zypern gelang.